# British Academy Film Awards 1959
Die 12. Verleihung der British Academy Film Awards zeichnete die besten Filme von 1958 aus.
| Film                                            | N | A |
| ----------------------------------------------- | - | - |
| Der Weg nach oben                               | 7 | 3 |
| Der lautlose Krieg                              | 5 | 3 |
| Flucht in Ketten                                | 4 | 2 |
| Eiskalt in Alexandrien – Feuersturm über Afrika | 4 | 0 |
| Die Herberge zur 6. Glückseligkeit              | 3 | 0 |
| Indiskret                                       | 3 | 0 |
| Die Katze auf dem heißen Blechdach              | 3 | 0 |
| Die schwarzen Teufel von El Alamein             | 3 | 0 |
| Der Schlüssel                                   | 2 | 1 |
| Apus Weg ins Leben: Der Unbesiegbare            | 2 | 0 |
| Fenster ohne Vorhang                            | 2 | 0 |
| In Colorado ist der Teufel los                  | 2 | 0 |
| Die jungen Löwen                                | 2 | 0 |
| Die Kraniche ziehen                             | 2 | 0 |
| Die Nächte der Cabiria                          | 2 | 0 |
| Wilde Erdbeeren                                 | 2 | 0 |

## Preisträger und Nominierungen

### Bester Film
Der Weg nach oben (Room at the Top) – Regie: Jack Clayton
Apus Weg ins Leben: Der Unbesiegbare (অপরাজিত / Aparajito) – Regie: Satyajit Ray
Eiskalt in Alexandrien – Feuersturm über Afrika (Ice-Cold in Alex) – Regie: J. Lee Thompson
Fenster ohne Vorhang (No Down Payment) – Regie: Martin Ritt
Flucht in Ketten (The Defiant Ones) – Regie: Stanley Kramer
In Colorado ist der Teufel los (The Sheepman) – Regie: George Marshall
Indiskret (Indiscreet) – Regie: Stanley Donen
Die jungen Löwen (The Young Lions) – Regie: Edward Dmytryk
Die Katze auf dem heißen Blechdach (Cat on a Hot Tin Roof) – Regie: Richard Brooks
Die Kraniche ziehen (russisch Летят журавли / Letjat shurawli) – Regie: Michail Kalatosow
Der lautlose Krieg (Orders to Kill) – Regie: Anthony Asquith
Die Nächte der Cabiria (Le notti di Cabiria) – Regie: Federico Fellini
Die schwarzen Teufel von El Alamein (Sea of Sand) – Regie: Guy Green
Wilde Erdbeeren (Smultronstället) – Regie: Ingmar Bergman

### Bester britischer Film
Der Weg nach oben (Room at the Top) – Regie: Jack Clayton
Eiskalt in Alexandrien – Feuersturm über Afrika (Ice-Cold in Alex) – Regie: J. Lee Thompson
Indiskret (Indiscreet) – Regie: Stanley Donen
Der lautlose Krieg (Orders to Kill) – Regie: Anthony Asquith
Die schwarzen Teufel von El Alamein (Sea of Sand) – Regie: Guy Green

### United Nations Award
Flucht in Ketten (The Defiant Ones) – Regie: Stanley Kramer
People Like Maria – Regie: Harry Watt
The Unknown Soldier (Tuntematon Sotilas) – Regie: Edvin Laine

### Bester ausländischer Darsteller
Sidney Poitier – Flucht in Ketten (The Defiant Ones)
Marlon Brando – Die jungen Löwen (The Young Lions)
Tony Curtis – Flucht in Ketten (The Defiant Ones)
Glenn Ford – In Colorado ist der Teufel los (The Sheepman)
Curd Jürgens – Duell im Atlantik (The Enemy Below) und Die Herberge zur 6. Glückseligkeit (The Inn of the Sixth Happiness)
Charles Laughton – Zeugin der Anklage (Witness for the Prosecution)
Paul Newman – Die Katze auf dem heißen Blechdach (Cat on a Hot Tin Roof)
Victor Sjöström – Wilde Erdbeeren (Smultronstället)
Spencer Tracy – Das letzte Hurra (The Last Hurrah)

### Beste ausländische Darstellerin
Simone Signoret – Der Weg nach oben (Room at the Top)
Karuna Banerjee – Apus Weg ins Leben: Der Unbesiegbare (Aparajito)
Ingrid Bergman – Die Herberge zur 6. Glückseligkeit (The Inn of the Sixth Happiness)
Anna Magnani – Wild ist der Wind (Wild Is the Wind)
Giulietta Masina – Die Nächte der Cabiria (Le notti di Cabiria)
Tatjana Samoilowa – Die Kraniche ziehen (Letjat shurawli)
Joanne Woodward – Fenster ohne Vorhang (No Down Payment)

### Bester britischer Darsteller
Trevor Howard – Der Schlüssel (The Key)
I. S. Johar – Die Pranke des Tigers (Harry Black)
Anthony Quayle – Eiskalt in Alexandrien – Feuersturm über Afrika (Ice-Cold in Alex)
Laurence Harvey – Der Weg nach oben (Room at the Top)
Donald Wolfit – Der Weg nach oben (Room at the Top)
Michael Craig – Die schwarzen Teufel von El Alamein (Sea of Sand)
Terry-Thomas – Der kleine Däumling (Tom Thumb)

### Beste britische Darstellerin
Irene Worth – Der lautlose Krieg (Orders to Kill)
Virginia McKenna – Carve Her Name with Pride
Hermione Baddeley – Der Weg nach oben (Room at the Top)
Elizabeth Taylor – Die Katze auf dem heißen Blechdach (Cat on a Hot Tin Roof)

### Bester/beste Nachwuchsdarsteller/-in
Paul Massie – Der lautlose Krieg (Orders to Kill)
Red Buttons – Sayonara
Teresa Iżewska – Der Kanal (Kanal)
Mary Peach – Der Weg nach oben (Room at the Top)
Ronald Radd – Die gelbe Hölle (Camp On Blood Island)
Maggie Smith – Gejagt (Nowhere To Go)
Gwen Verdon – Damn Yankees

### Bestes britisches Drehbuch
Paul Dehn – Der lautlose Krieg (Orders to Kill)
Arthur Laurents – Bonjour Tristesse
Vernon Harris – A Cry from the Streets
T.J. Morrison – Eiskalt in Alexandrien – Feuersturm über Afrika (Ice-Cold in Alex)
Norman Krasna – Indiskret (Indiscreet)
Isobel Lennart – Die Herberge zur 6. Glückseligkeit (The Inn of the Sixth Happiness)
Carl Foreman – Der Schlüssel (The Key)
Alun Falconer – The Man Upstairs
Eric Ambler – Die letzte Nacht der Titanic (A Night to Remember)
James Kennaway – Kinder der Straße (Violent Playground)

### Bester Dokumentarfilm
Glass – Bert Haanstra
The Forerunner – Regie: John Heyer
Jabulani Afrika – Regie: Jamie Uys / Jok Uys
L.S. Lowry – Regie: John Read
Secrets of the Reef – Regie: Murray Lerner / Lloyd Ritter / Robert M. Young
Wonders of Chicago – Regie: Unbekannt

### Bester Animationsfilm
The Little Island – Regie: Richard Williams
The Juggler of Our Lady – Regie: Al Kouzel / Gene Deitch
Le Merle – Regie: Norman McLaren